# Himavanta

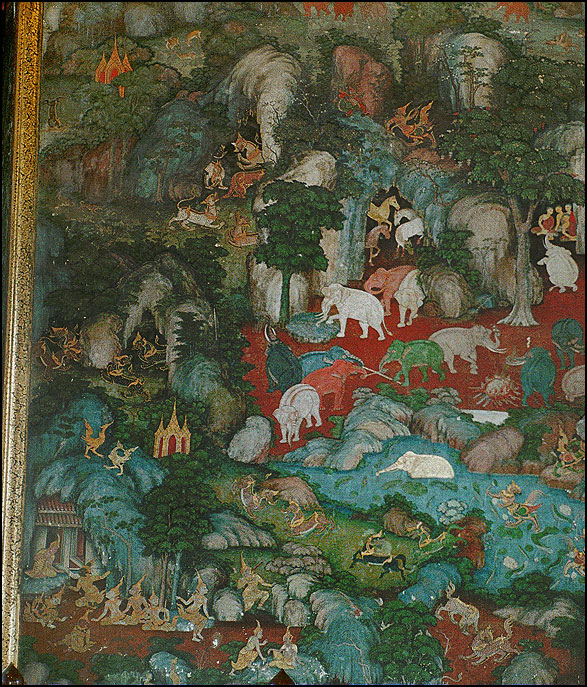
Himaphan-Wandmalerei im Ubosot des Wat Suthat, Bangkok

Himavānta (im Sanskrit und Pali für „schneereiche [Berge]“; thailändisch ป่าหิมพานต์, RTGS Pa Himmaphan, auch Himaphan; Khmer: Himapean, birmanisch Himawunta, bedeutungsgleich mit Himalaya) ist ein Waldgebiet aus der hinduistischen und buddhistischen Mythologie, das insbesondere in der Kunst und Literatur der Länder des südostasiatischen Festlands (Myanmar, Thailand, Kambodscha, Laos) thematisiert wird. Es liegt an den Hängen des Weltenberges Meru, der zentralen Achse der buddhistischen Welt. Der Berg Meru liegt im nördlichen Bereich des Jambu-Kontinents.

## Lage
In der thailändischen Kosmologie Traiphum Phra Ruang aus dem 14. Jahrhundert wird der Himaphan-Wald folgendermaßen lokalisiert: Im großen Salz-Ozean zwischen den Eisen-Bergen und den sieben Bergketten, die den Berg Meru umgeben, liegen demnach vier Kontinente: im Osten Pubbavideha, im Norden Uttarakuru, im Westen Aparagoyana und im Süden der Jambu-Kontinent (Sanskrit Jambudvipa, Thai: ชมพูทวีป – „Chomphuthawip“), auf dem die Menschen leben. Jambudvipa bedeutet „Kontinent der Jambu-Früchte“, das sind süße große Früchte, die am Lebensbaum Jambu reifen. In Tibet heißt derselbe Baum Jambi, bei den Mongolen Zambu.
Im Norden des Jambu-Kontinents liegt der Himaphan-Wald in den Himaphan-Bergen. Die Himaphan-Berge sind 500 Yojana hoch. Sie erstrecken sich über 3.000 Yojana und haben 84.000 Bergspitzen.

## Beschreibung

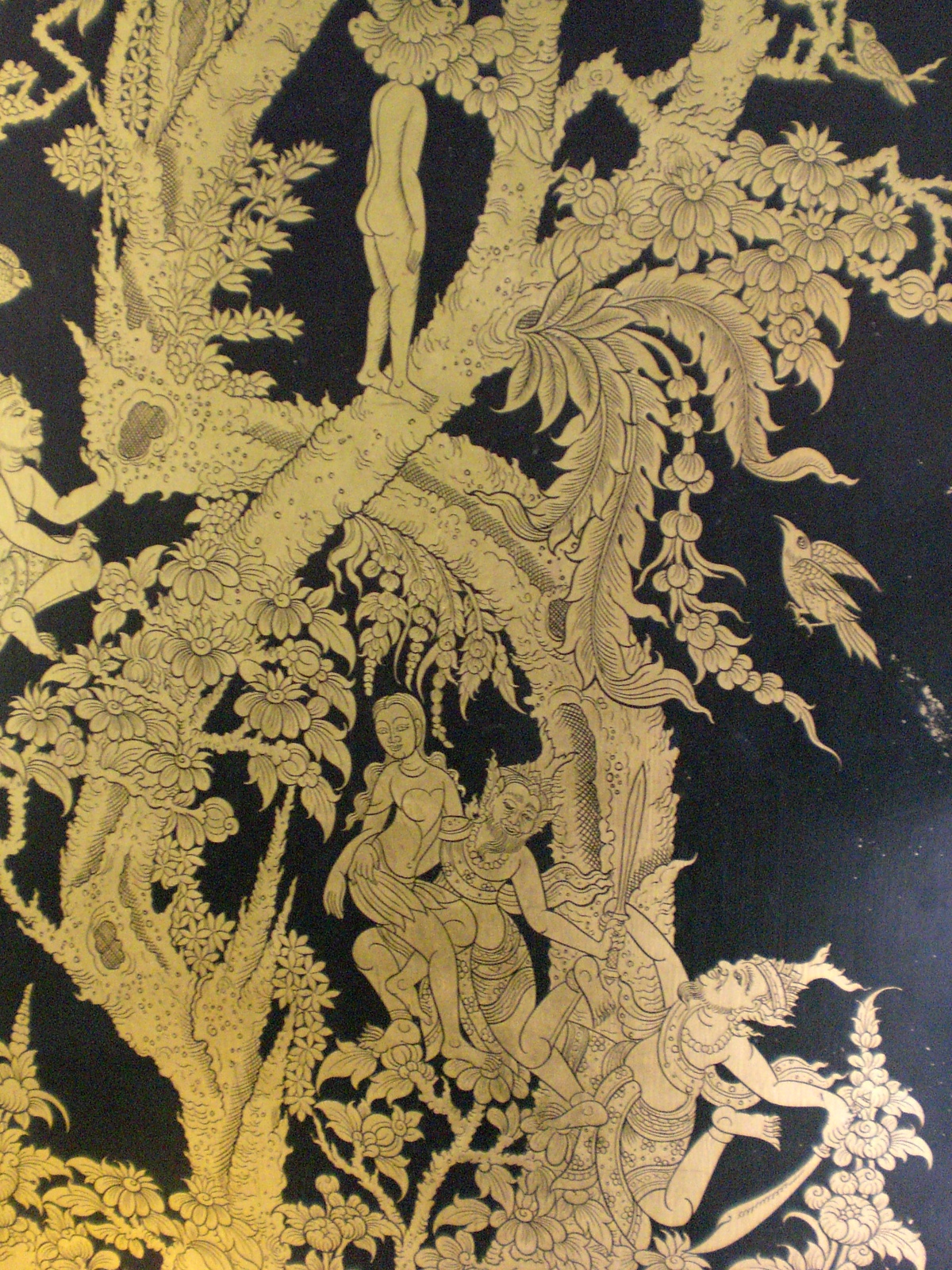
Der Nariphon-Baum, dessen Früchte schöne junge Frauen sind, wächst im Himaphan-Wald. Schwarzgoldlack-Malerei im Wat Phra Pathom Chedi.

Im Himaphan-Wald gibt es viele wundersame Bäume, wie zum Beispiel den Jungfrauen-Baum, der anstelle von Früchten junge Mädchen trägt. Sie sind wie Mädchen, die gerade 16 Jahre alt geworden sind. Wenn Männer sie sehen, verlieben sie sich auf der Stelle. Wenn sie auf den Boden fallen, versammeln sich viele Vögel, um sie zu fressen, wie Bären, die sich am Honig laben.
Am Fuße der Himaphan-Berge gibt es sieben große Gewässer, die nie trübe werden oder gar austrocknen. Sie sind zum Teil mit schönen Pflanzen, verschiedenen Lotusarten und Wasserlilien bewachsen. Eines dieser Gewässer wird Anotatta-See genannt. In der Nähe des Anotatta-Sees gibt es fünf Bergketten, die alle 200 Yojana hoch sind. Einer dieser Berge wird Kelasa (vgl. Kailash) genannt, wo die Kinnaris leben. Die fünf Bergketten sind reich an vielen besonderen Edelsteinen. Schwäne und Elefanten leben hier.
Im Anotatta-See entspringen vier Flüsse, die zunächst dreimal um den See herumfließen, bevor sie nach Nordosten, Nordwesten, nach Südwesten und nach Süden fließen, bis sie in den großen Salz-Ozean münden. Der südliche Fluss, nachdem er sich seinen Weg durch die Bergketten gebahnt hat, teilt sich auf in 5 große Flüsse, wie die Finger an einer Hand. Einer wird Ganga genannt, ein anderer Yamuna, einer Aciravati, einer Mahi und einer Sarabhu. Diese Flüsse fließen durch das Land der Menschen, bevor sie in den Ozean münden.
Die Vögel und die anderen Tiere des Himaphan-Waldes kommen zum Trinken an den Anotatta-See. Am Rand des Sees gibt es vier riesige Wasserspeier. Die Wasserspeier haben die Form von Tierköpfen: ein Bulle, ein Pferd, ein Elefant und ein Löwe. Das Wasser aus diesen Wasserspeiern fließt zunächst dreimal um den Anotatta-See herum, bevor es in einen Ozean mündet. Das Wasser aus einem der vier Wasserspeier fließt zuerst dreimal um den See herum. Es wird Avatta-Ganga genannt und ist 4.000 Wa breit. Nach etwa 480.000 Wa trifft es auf einen Berg, wo es 60 Yojana hoch schießt und dann 6.000 Wa um den Berg herum und es wird jetzt Akasan-Ganga genannt. Daraufhin fällt es auf einen Felsen mit dem Namen Tiyaggala-Felsen, wo es einen See bildet, der Tiyaggala-Lotus-See genannt wird. Es fließt weiter aus dem Lotus-See heraus für 480.000 Wa und führt durch felsiges Gelände, wo es Bahala-Ganga heißt. Für weitere 480.000 Wa fließt es unterirdisch, Ummagga-Ganga genannt. Dann trifft es auf den Vijjha Natirag Chana-Berg, wo es wieder aus dem Untergrund auftaucht, um hier die fünf großen Flüsse der alten asiatischen Welt zu bilden: den Ganga (Ganges), den Aciravati (Irrawaddy), den Sarabhu (Saluen), den Mahi und den Yamuna (Jumna).

## Kreaturen

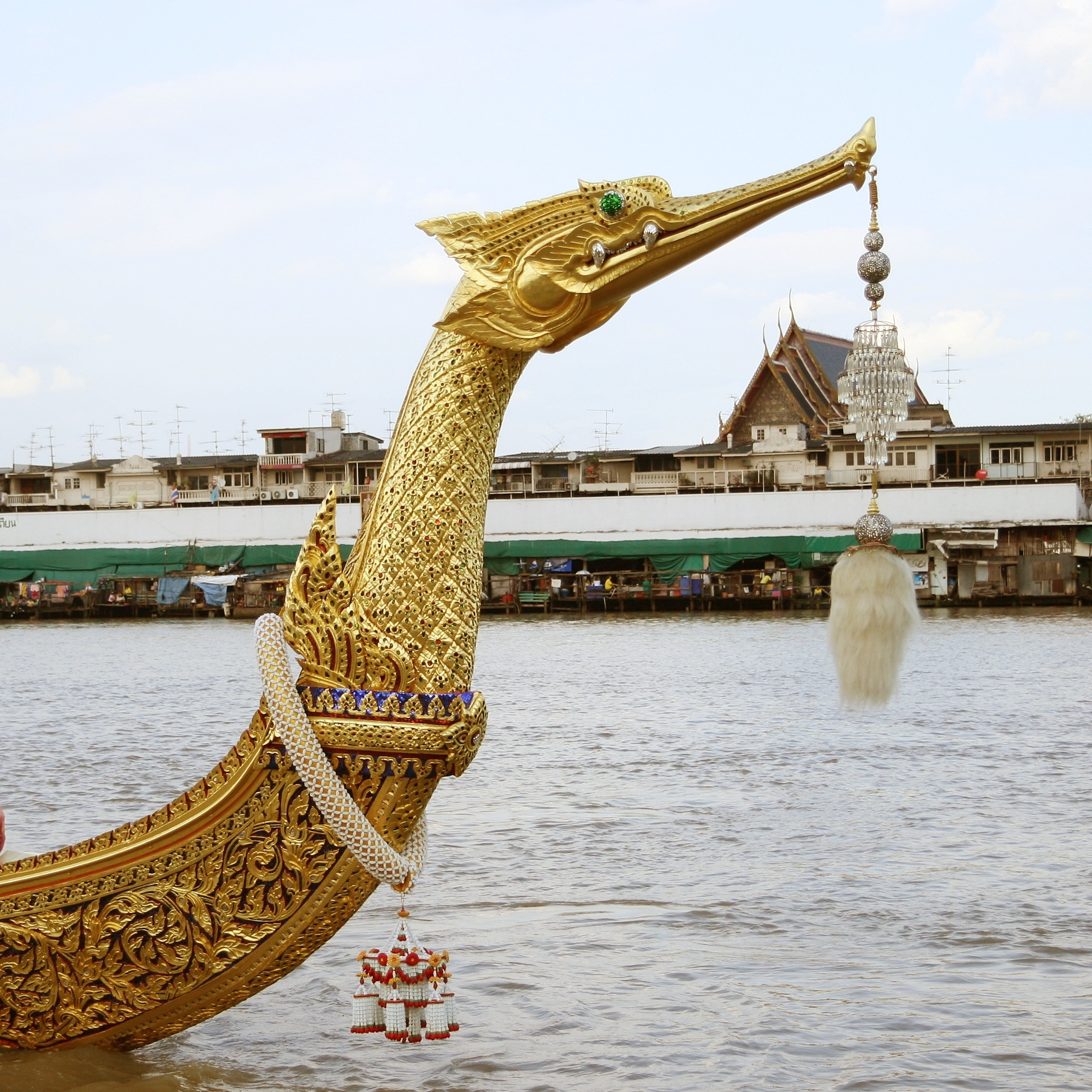
Königliche Barke mit dem Kopf eines Haṃsa-Schwans

Im Himaphan-Wald gibt es viele merkwürdige Tiere. Neben den Garudas, den Nagas, Schwänen (haṃsa) und Vögeln sind da zum Beispiel die Edelstein-Elefanten, deren Familie Chaddanta genannt wird. Die Vertreter dieser Familie sind würdig, einem Chakravartin (einem universellen Weltenherrscher) als Reittier zu dienen. Sie sind groß und stark und ihre Körper sind weiß wie das Mondlicht in einer Vollmondnacht, ihre Füße rot wie die aufgehende Sonne und ihre Rüssel rot wie ein roter Lotus. Sie können geschwind durch die Lüfte reisen wie perfekte Heilige. Sie bewegen sich durch die Luft wie der königliche goldene Schwan. Diese Elefanten sind so groß wie ein silberner Berg von Vissukhamma geschaffen. Sie sind zahm und erfahren, wie wirklich alte Elefanten.
Erwähnenswert ist auch die Sindhava-Familie der Edelstein-Pferde, deren König Valakha heißt. Sie sind weiß wie die Wolken oder der Nebel und sie umgibt eine grünliche Aura wie von einem Blitz. Das Haar auf ihren Köpfen ist schwarz und glänzend wie der Hals einer Krähe, es glänzt wie ein Saphir. Ihre Mähne ist weiß und weich und schimmert wie der Mond und es bewegt sich im Wind so elegant wie Halme aus Plong-Gras. Auch sie können durch die Lüfte fliegen wie Einsiedler, die ihre magischen Kräfte zum Fliegen benutzen.

## Darstellung in der Kunst
Die Beschreibungen dieser Tiere im Traiphum Phra Ruang haben Generationen von thailändischen Künstlern inspiriert, um sie etwa auf der Bühne darzustellen oder in Malereien auf den Wänden heiliger Gebäude in Tempeln als Lobpreisung des Buddha abzubilden. Die Malerei auf der östlichen Wand des Ubosot im Wat Suthat in Bangkok zeigt die gesamte Reichhaltigkeit der Fabelwesen im Himaphan-Wald.
In Myanmar bildet die szenische Darstellung des Himawunta-Waldes die Eröffnung des traditionellen Marionettentheaters Yoke thé.